# (4413) Mycerinos
(4413) Mycerinos – planetoida z pasa głównego asteroid okrążająca Słońce w ciągu 3 lat i 235 dni w średniej odległości 2,37 j.a. Została odkryta 24 września 1960 roku w Obserwatorium Palomar przez Cornelisa van Houtena i Toma Gehrelsa. Nazwa planetoidy pochodzi od Mykerinosa, faraona IV dynastii. Przed nadaniem nazwy planetoida nosiła oznaczenie tymczasowe (4413) 4020 P-L.